# Động Thiên Long Bắc Hà
Động Thiên Long Bắc Hà là động trong núi đá ở thôn thôn Nhìu Cồ Ván B, xã Tả Van Chư, huyện Bắc Hà, tỉnh Lào Cai, Việt Nam.
Động thuộc dạng karst trong núi đá vôi. Động Thiên Long được Bộ Văn hóa, Thể thao và Du lịch xếp hạng là di tích quốc gia theo Quyết định số 3579/QĐ-BVHTT ngày 18/10/2013.

## Vị trí địa lý
Động Thiên Long Bắc Hà ở cách thị trấn huyện lỵ Bắc Hà 22°32′23″B 104°17′29″Đ / 22,539686°B 104,291347°Đ cỡ 10 km đường thẳng hướng bắc tây bắc.
Tuy nhiên đề tiếp cận hang thì phải đi theo đường liên xã miền núi. Thuận lợi nhất là tiếp cận trung tâm hành chính xã Tả Van Chư 22°36′14″B 104°16′04″Đ / 22,603799°B 104,267861°Đ, và từ đó đi tiếp về hướng tây cỡ 3 km đường bộ.